# Zotikov Glacier
Zotikov Glacier är en glaciär i Antarktis. Den ligger i Västantarktis. Nya Zeeland gör anspråk på området. Zotikov Glacier ligger 1 015 meter över havet.
Terrängen runt Zotikov Glacier är kuperad. Trakten är obefolkad. Det finns inga samhällen i närheten.